# Andrew Dillin
Andrew Dillin ist ein US-amerikanischer Biologe (Molekularbiologie, Zellbiologie) an der University of California, Berkeley. Er ist vor allem für seine Arbeiten zum Altern bekannt. Dillin und Mitarbeiter erforschen bestimmte Prozesse, die das Altern auf zellulärer Ebene begleiten, darunter Verlust der Kontrolle über die Integrität des Proteoms und Änderung der Funktion der Mitochondrien.

## Leben und Wirken
Dillin erwarb 1993 an der University of Nevada, Reno, einen Bachelor in Biochemie und 1998 bei Jasper D. Rine an der University of California, Berkeley einen Ph.D. in Molekularbiologie und Zellbiologie. Als Postdoktorand arbeitete er bei Cynthia Kenyon an der University of California, San Francisco.
2002 erhielt Dillin eine erste Professur am Salk Institute for Biological Studies in La Jolla, Kalifornien. Hier stieg er bis 2008 zum Direktor des Glenn Center for Aging Research und bis 2011 zum ordentlichen Professor auf. 2012 wechselte er als Professor an die University of California, Berkeley. Hier ist er (Stand 2022) Thomas and Stacey Siebel Distinguished Chair in Stem Cell Biology und Professor of Immunology and Molecular Medicine.
Seit 2008 forscht Dillin zusätzlich für das Howard Hughes Medical Institute.
2022 erhielt Dillin gemeinsam mit Anne Brunet den Lurie Prize in Biomedical Sciences. Laut Google Scholar hat Dillin einen h-Index von 66, laut Datenbank Scopus einen von 59 (Stand jeweils Dezember 2022).